# Mariano Puerta
Pour les articles homonymes, voir Puerta.
Mariano Rubén Puerta, né le 19 septembre 1978 à Buenos Aires, est un joueur de tennis argentin, professionnel de 1998 à 2009.
Gaucher, il fut finaliste de Roland Garros 2005, battu par le jeune Espagnol Rafael Nadal en quatre sets (7-66, 3-6, 1-6, 5-7). Après cette finale, il atteint la 9e place mondiale, mais est suspendu huit ans pour dopage (peine qui sera réduite à deux ans en appel).

## Biographie

### Début de carrière
Mariano Puerta fait ses débuts sur le Circuit ATP en 1997 et devient professionnel en 1998. Il remporte son premier titre ATP en 1998 à Palerme, en Italie. En 2000, Puerta atteint son meilleur classement de fin d'année, 21e mondial, en atteignant cinq finales et en remportant l'une d'entre elles, à Bogota. Cette même année, cependant, il subit une opération au poignet, ce qui le tient éloigné du circuit pendant plusieurs mois.

### Première suspension pour dopage
En octobre 2003 lors du tournoi de Viña del Mar au Chili, Mariano Puerta est suspendu deux ans par la Fédération internationale de tennis après un contrôle positif au clenbuterol. Pour sa défense, il déclare que cette substance lui a été administrée par son médecin afin d'apaiser une crise d'asthme et que ce produit n'a de toute façon aucun effet sur ses performances sportives. Le tribunal réduira alors la peine à 9 mois de suspension et 5600 dollars US d'amende.

### Finale à Roland Garros en 2005
Mariano Puerta connaît son heure de gloire à Roland Garros en 2005. Classé 37ème à l'ATP en début de tournoi, il bat successivement Ivan Ljubicic (tête de série numéro 13), Kristof Vliegen, Stanislas Wawrinka (alors âgé de 20 ans et issu des qualifications) et José Acasuso pour se qualifier en quarts de finale.
Il élimine ensuite Guillermo Canas (tête de série numéro 9) et Nicolay Davydenko (tête de série numéro 12), à chaque fois en cinq sets et après avoir été mené deux sets à un, pour se qualifier pour la finale.
Il s'incline dans une finale de très haut niveau contre Rafael Nadal alors âgé de 19 ans, en quatre sets (7/6, 3/6, 1/6, 5/7) et au terme d'un très gros combat physique.
Cette même année, Puerta remporte son troisième et dernier titre à Casablanca, dominant en finale l'Argentin Juan Mónaco en deux sets (6-4, 6-1).

### Seconde suspension pour dopage
Le journal L'Équipe rapporte le 6 octobre 2005 qu'il est à nouveau accusé de dopage à la suite d'un contrôle positif à l'étiléfrine (un stimulant cardiaque) qui avait été réalisé le soir de la finale de Roland-Garros. Le 21 décembre 2005, la Fédération internationale de tennis annonce sa suspension de toute compétition pendant 8 ans à compter du 5 juin 2005, soit la plus lourde sanction jamais prononcée dans l'histoire du tennis. Puerta doit également renoncer à tous ses gains acquis dans les tournois depuis sa défaite à Roland-Garros, soit 456 000 $. La Fédération internationale de tennis précise cependant que la quantité d'étiléfrine retrouvée dans son corps était trop infime pour avoir un quelconque effet sur ses performances. Puerta fait appel de la décision, affirmant sur son site web qu'il avait accidentellement ingéré des résidus d'étiléfrine qui étaient restés dans le verre de sa femme alors qu'il savait que sa compagne prenait ce stimulant.
Le 12 juillet 2006, sa peine est réduite de 8 ans à 2 ans de suspension par le Tribunal arbitral du sport, rendant possible une éventuelle reprise de carrière le 5 juin 2007.

### Retour sur le circuit
Le 6 juin 2007, Puerta fait son retour sur le circuit professionnel avec une victoire 6-4, 6-3 sur l'Australien Joseph Sirianni au tournoi Challenger de Sassuolo, un tournoi pour lequel il a bénéficié d'une Wild card étant donné qu'il n'était plus classé. Au 2e tour, il perd 6-3, 6-0 contre l'Espagnol Marc López. Depuis son retour à l'ATP, Puerta n'a joué que dans le circuit ITF, atteignant les quarts de finale des tournois challengers de Trani et Puebla, les demi-finales des challengers de Belo Horizonte et Medellín, et la finale du challenger de Cordenons. Après de nombreux matchs sur le circuit challenger, il pointe à la 150e place mondiale le 21 juillet 2008, ayant remporté le tournoi Challenger de Bogota face à Ricardo Hocevar. Il n'a pas joué un seul match depuis son forfait au deuxième tour du challenger de Lima au Pérou contre le Péruvien Van Miranda le 17 novembre 2009.

## Palmarès

### Titres en simple messieurs
| No | Date       | Nom et lieu du tournoi                        | Catégorie   | Dotation  | Surface      | Finaliste         | Score     |          |
| -- | ---------- | --------------------------------------------- | ----------- | --------- | ------------ | ----------------- | --------- | -------- |
| 1  | 05-10-1998 | Campionati Internazionali di Sicilia, Palerme | Int' Series | 315 000 $ | Terre (ext.) | Franco Squillari  | 6-3, 6-2  |          |
| 2  | 06-03-2000 | Cerveza Club Colombia Open, Bogota            | Int' Series | 350 000 $ | Terre (ext.) | Younès El Aynaoui | 6-4, 7-65 |          |
| 3  | 04-04-2005 | Grand-Prix Hassan II, Casablanca              | Int' Series | 355 000 $ | Terre (ext.) | Juan Mónaco       | 6-4, 6-1  | Parcours |

### Finales en simple messieurs
| No | Date       | Nom et lieu du tournoi                        | Catégorie   | Dotation    | Surface      | Vainqueur          | Score              |          |
| -- | ---------- | --------------------------------------------- | ----------- | ----------- | ------------ | ------------------ | ------------------ | -------- |
| 1  | 10-08-1998 | Tournoi de tennis de Saint-Marin, Saint-Marin | Int' Series | 275 000 $   | Terre (ext.) | Dominik Hrbatý     | 6-2, 7-5           |          |
| 2  | 21-02-2000 | Abierto Mexicano Telcel, Mexico               | Series Gold | 700 000 $   | Terre (ext.) | Juan Ignacio Chela | 6-4, 7-64          |          |
| 3  | 28-02-2000 | Chevrolet Cup, Santiago                       | Int' Series | 350 000 $   | Terre (ext.) | Gustavo Kuerten    | 7-63, 6-3          |          |
| 4  | 10-07-2000 | UBS Open, Gstaad                              | Int' Series | 600 000 $   | Terre (ext.) | Àlex Corretja      | 6-1, 6-3           |          |
| 5  | 17-07-2000 | Croatia Open, Umag                            | Int' Series | 375 000 $   | Terre (ext.) | Marcelo Ríos       | 7-61, 4-6, 6-4     |          |
| 6  | 07-02-2005 | ATP Buenos Aires, Buenos Aires                | Int' Series | 355 000 $   | Terre (ext.) | Gastón Gaudio      | 6-4, 6-4           |          |
| 7  | 23-05-2005 | Roland-Garros, Paris                          | G. Chelem   | 7 992 394 $ | Terre (ext.) | Rafael Nadal       | 6-7, 6-3, 6-1, 7-5 | Parcours |

### Titres en double messieurs
| No | Date       | Nom et lieu du tournoi            | Catégorie   | Dotation  | Surface      | Partenaire     | Finalistes                        | Score         |  |
| -- | ---------- | --------------------------------- | ----------- | --------- | ------------ | -------------- | --------------------------------- | ------------- |  |
| 1  | 02-11-1998 | Cerveza Club Colombia Open Bogota | Int' Series | 315 000 $ | Terre (ext.) | Diego del Río  | Gábor Köves Eric Taino            | 6-7, 6-3, 6-2 |  |
| 2  | 26-04-1999 | BMW Open Munich                   | Int' Series | 500 000 $ | Terre (ext.) | Daniel Orsanic | Massimo Bertolini Cristian Brandi | 7-6, 3-6, 7-6 |  |
| 3  | 26-07-1999 | Croatia Open Umag                 | Int' Series | 375 000 $ | Terre (ext.) | Javier Sánchez | Massimo Bertolini Cristian Brandi | 3-6, 6-2, 6-3 |  |

## Parcours dans les tournois duGrand Chelem

### Finale (1)
| Année | Tournoi       | Adversaire en finale | Score               |
| 2005  | Roland-Garros | Rafael Nadal         | 7-66, 3-6, 1-6, 5-7 |

### En simple
| Année | Open d'Australie | Open d'Australie | Internationaux de France | Internationaux de France | Wimbledon       | Wimbledon      | US Open         | US Open     |
| ----- | ---------------- | ---------------- | ------------------------ | ------------------------ | --------------- | -------------- | --------------- | ----------- |
| 1998  | —                | —                | —                        | —                        | 1er tour (1/64) | F. Squillari   | 1er tour (1/64) | C. Moyà     |
| 1999  | 2e tour (1/32)   | J. Krošlák       | 2e tour (1/32)           | F. Mantilla              | —               | —              | 2e tour (1/32)  | T. Haas     |
| 2000  | 1er tour (1/64)  | A. Agassi        | 3e tour (1/16)           | J. C. Ferrero            | —               | —              | 1er tour (1/64) | T. Enqvist  |
| 2001  | —                | —                | 2e tour (1/32)           | B. Ulihrach              | 1er tour (1/64) | G. Puentes     | —               | —           |
| 2002  | —                | —                | 2e tour (1/32)           | H. Arazi                 | —               | —              | —               | —           |
| 2003  | 1er tour (1/64)  | A. Montañés      | 2e tour (1/32)           | G. Blanco                | 1er tour (1/64) | A. Sá          | 1er tour (1/64) | G. Coria    |
| 2004  | —                | —                | —                        | —                        | —               | —              | —               | —           |
| 2005  | —                | —                | Finale                   | R. Nadal                 | 1er tour (1/64) | L. Burgsmüller | 2e tour (1/32)  | S. Wawrinka |

N.B. : à droite du résultat se trouve le nom de l'ultime adversaire.

### En double
| Année | Open d'Australie                                                                     | Open d'Australie                                                                   | Internationaux de France                                                            | Internationaux de France                                                         | Wimbledon                                                                        | Wimbledon                                                                         | US Open | US Open |
| ----- | ------------------------------------------------------------------------------------ | ---------------------------------------------------------------------------------- | ----------------------------------------------------------------------------------- | -------------------------------------------------------------------------------- | -------------------------------------------------------------------------------- | --------------------------------------------------------------------------------- | ------- | ------- |
| 1998  | —                                                                                    | —                                                                                  | 1er tour (1/32) P. Albano \|\| style="text-align:left;" \| J.-L. de Jager R. Koenig | —                                                                                | —                                                                                | 1er tour (1/32) F. Meligeni \|\| style="text-align:left;" \| M. Bhupathi L. Paes  |         |         |
| 1999  | 1er tour (1/32) D. del Río \|\| style="text-align:left;" \| B. Haygarth T. Middleton | 2e tour (1/16) D. Orsanic \|\| style="text-align:left;" \| I. Kafelnikov M. Mirnyi | —                                                                                   | —                                                                                | —                                                                                | —                                                                                 |         |         |
| 2000  | 1er tour (1/32) M. García \|\| style="text-align:left;" \| Á. López Morón A. Portas  | —                                                                                  | —                                                                                   | —                                                                                | —                                                                                | —                                                                                 | —       |         |
| 2001  | —                                                                                    | —                                                                                  | —                                                                                   | —                                                                                | —                                                                                | —                                                                                 | —       | —       |
| 2002  | —                                                                                    | —                                                                                  | —                                                                                   | —                                                                                | —                                                                                | —                                                                                 | —       | —       |
| 2003  | 1er tour (1/32) G. Gaudio \|\| style="text-align:left;" \| M. Mirnyi V. Voltchkov    | —                                                                                  | —                                                                                   | —                                                                                | —                                                                                | 1er tour (1/32) F. González \|\| style="text-align:left;" \| W. Arthurs P. Hanley |         |         |
| 2004  | —                                                                                    | —                                                                                  | —                                                                                   | —                                                                                | —                                                                                | —                                                                                 | —       | —       |
| 2005  | —                                                                                    | —                                                                                  | 1er tour (1/32) E. Artoni \|\| style="text-align:left;" \| A. Calatrava R. Mello    | 1er tour (1/32) E. Artoni \|\| style="text-align:left;" \| G. Etlis M. Rodríguez | 1er tour (1/32) E. Artoni \|\| style="text-align:left;" \| K. Carlsen J. Coetzee |                                                                                   |         |         |

N.B. : le nom du ou de la partenaire se trouve sous le résultat ; le nom des ultimes adversaires se trouve à droite.

## Parcours dans lesMasters 1000
| Année | Indian Wells       | Miami                 | Monte-Carlo               | Rome                    | Hambourg                | Canada                 | Cincinnati          | Stuttgart puis Madrid   | Paris                |
| ----- | ------------------ | --------------------- | ------------------------- | ----------------------- | ----------------------- | ---------------------- | ------------------- | ----------------------- | -------------------- |
| 1999  | 1er tour N. Kiefer | 1er tour S. Draper    | 2e tour H. Arazi          | 1er tour G. Gaudio      | 1/8 de finale T. Henman | —                      | —                   | —                       | —                    |
| 2000  | —                  | —                     | —                         | 1/4 de finale L. Hewitt | 1/8 de finale M. Ríos   | 1er tour A. Clément    | 2e tour T. Henman   | 2e tour G. Rusedski     | 1er tour N. Lapentti |
| 2001  | —                  | 1er tour A. Stoliarov | 1er tour H. Arazi         | 1er tour J. Díaz        | 1er tour G. Gaudio      | —                      | —                   | —                       | —                    |
| 2002  | —                  | —                     | —                         | —                       | —                       | —                      | —                   | —                       | —                    |
| 2003  | —                  | —                     | —                         | —                       | —                       | —                      | —                   | —                       | —                    |
| 2004  | —                  | —                     | —                         | —                       | —                       | —                      | —                   | —                       | —                    |
| 2005  | —                  | —                     | 1/8 de finale F. Volandri | —                       | 2e tour N. Davydenko    | 1/4 de finale R. Nadal | 1er tour R. Ginepri | 1/8 de finale D. Ferrer | 2e tour N. Djokovic  |

N.B. : sous le résultat se trouve le nom de l’ultime adversaire.

## Classement ATP en fin de saison
| Année | 1996 | 1997 | 1998 | 1999 | 2000 | 2001 | 2002 | 2003 | 2004 | 2005 | 2007 | 2008 |
| Rang  | 424  | 141  | 39   | 101  | 21   | 254  | 116  | 118  | 133  | 56   | 261  | 150  |

1. ↑  « Mariano Puerta, l’homme grâce à qui la légende de Nadal à Roland-Garros est née », sur Le Monde.fr (consulté le 11 juin 2018)
2. ↑  « L’Argentin Puerta remporte le G.P. Hassan II de tennis », sur aujourdhui.ma, Akwa Group, 11 avril 2005 (consulté le 18 octobre 2024).
3. ↑  « Suspension de 8 ans pour Puerta », sur lalibre.be, Groupe IPM, 21 décembre 2005 (consulté le 18 octobre 2024).
4. ↑  (en) Puerta Is Facing the Longest Ban in Tennis History, www.nytimes.com
5. ↑  L'ordre chronologique des Masters 1000 de Rome et de Hambourg a changé au cours des ans.
6. ↑  Les Masters 1000 de Stuttgart (1996-2001) et de Madrid (2002-2008) se sont succédé.